# Lemme (Saine)
Die Lemme ist ein kleiner Fluss in Frankreich, der im Département Jura in der Region Bourgogne-Franche-Comté verläuft. Er entspringt im Regionalen Naturpark Haut-Jura am östlichen Ortsrand von Saint-Laurent-en-Grandvaux, entwässert generell in nördlicher Richtung und mündet nach rund 17 Kilometern im Gemeindegebiet von Syam als linker Nebenfluss in die Saine. Die Bahnstrecke von Morbier nach Champagnole folgt dem Talverlauf der Lemme.

## Orte am Fluss
(Reihenfolge in Fließrichtung)
- Saint-Laurent-en-Grandvaux
- Les Martins, Gemeinde Lac-des-Rouges-Truites
- Pont de la Lemme, Gemeinde La Chaumusse
- Le Saut, Gemeinde Fort-du-Plasne
- Morillon, Gemeinde Entre-deux-Monts
- Pont de la Chaux, Gemeinde Chaux-des-Crotenay
- La Billaude, Gemeinde Le Vaudioux

## Sehenswürdigkeiten
- Gorges de la Lemme, Schluchten unterhalb von Le Saut
- Cascade de la Billaude, Wasserfall im Gemeindegebiet von Le Vaudioux